# Jenkinsov rat (1739. – 1741.)
Jenkinsov rat (1739. – 1741.), nastojanje Španjolske da suzbije krijumčarsku trgovinu u Zapadnoj Indiji i Srednjoj Americi izazvalo je krajem listopada 1739. pomorski rat s Velikom Britanijom.
Naziv samome ratu skovao je britanski povjesničar Thomas Carlyle, 1858. godine. Rat se na engleskom jeziku naziva Rat za Jenkinsovo uho (War of Jenkins' Ear). Robert Jenkins je bio kapetan trgovačkog broda čije su uho odsjekli Španjolci. Postoji priča, koja nema svoje čvrste dokaze, kako je odrezano uho bilo izloženo u Britanskom parlamentu.

## Tijek ratnog sukoba i njegove posljedice
Smatrajući španjolske kolonije u Americi glavnim ciljem napada, Velika Britanija je prije objave rata uputila u Zapadnu Indiju admirala Edwarda Vernona s eskadrom od 9 ratnih brodova. Vernon je 22. studenog zauzeo grad Puerto Bello na Panamskoj prevlaci, odakle je u Europu kretala Srebrna flota. U ožujku Vernon je bombardirao Cartagenu u Kolumbiji, a zatim zauzeo Chagres na Panamskoj prevlaci gdje je došao do velikog plijena.
U Zapadnu Indiju Španjolska je uputila tijekom srpnja 1740. pojačanja a odmah za njom i Francuska, koja je ugovorom bila obavezna braniti španjolske kolonije. Stoga je i Velika Britanija morala angažirati nove snage, koje su tamo doplovile u siječnju 1741. Rat u Zapadnoj Indiji prerastao je u kolonijalni rat Velike Britanije, Španjolske i Francuske (1741. – 1748.).
U međuvremenu je u Europi, 16. prosinca 1740., otpočeo rat za austrijsko naslijeđe.